# Hamilton (Skotland)
 For alternative betydninger, se Hamilton. (Se også artikler, som begynder med Hamilton)
Hamilton er en by i det sydlige Skotland, med et indbyggertal på cirka 49.000. Byen ligger i countyet South Lanarkshire, ca. 20 kilometer sydøst for Glasgow, og ved bredden af floden Clyde.
55°46′N 4°4′V / 55.767°N 4.067°V